# Flam d'oli
El flam d'oli és una elaboració d'oli d'oliva texturitzat, aigua i carragenat iota. Aquesta elaboració rep aquesta denominació a causa de la semblança de textura amb el flam tradicional, encara que el mètode d'elaboració no sigui al bany maria, sinó mitjançant l'acció del texturitzant emprat, que dona com a resultat un gel tou i suau en boca. Presenta un color verd llima amb rivets daurats i destaca per la seva brillantor i sabor intens que aporten l'oli d'oliva i l'absència dels ingredients del flam tradicional.

## Composició
- 100 g oli d'oliva
- 100 ml aigua
- 2,5 g carragenat iota (E-407)

## Procés d'elaboració
En primer lloc, cal mesclar l'aigua amb el carragenat fins al punt d'ebullició. A continuació, retirar del foc, abocar en un recipient, preferiblement metàl·lic, i afegir l'oli a poc a poc mentre es remena contínuament amb un batedor de mà fins que s'observa un canvi en la textura, perceptible pel canvi de líquid a una mescla mocosa i espessa. Finalment, s'emmotlla i es deixa reposar a la nevera.
Aquesta elaboració es va descobrir per casualitat (serendipitat), mentre es realitzava un assaig per veure el poder emulsionant de la iota en barrejar-la amb aigua i oli. El resultat va ser una unificació dels elements, que va provocar una emulsió estable. Per tant, es va verificar la hipòtesi plantejada.

L'acció del carragenat iota provoca la creació d'un gel elàstic, força tou i termoreversible, ja que tolera ser sotmès a diferents cicles d'escalfament i refredament sense patir alteracions considerables en l'estructura del gel. És molt important desfer el carragenat a temperatura ambient i escalfar-la, com a mínim, a 80 °C. En cas contrari, en refredar-se no gelificaria, ja que no es produiria el correcte binomi hidratació-dispersió. En aquesta elaboració, la iota gelatinitza amb rapidesa i es crea una estructura tridimensional que atrapa les microgotes d'oli, formades mitjançant la incorporació d'aire a través de l'acció mecànica que, gràcies a l'aplicació de la iota, produeix una emulsió estable al pas del temps i als canvis de temperatura. 

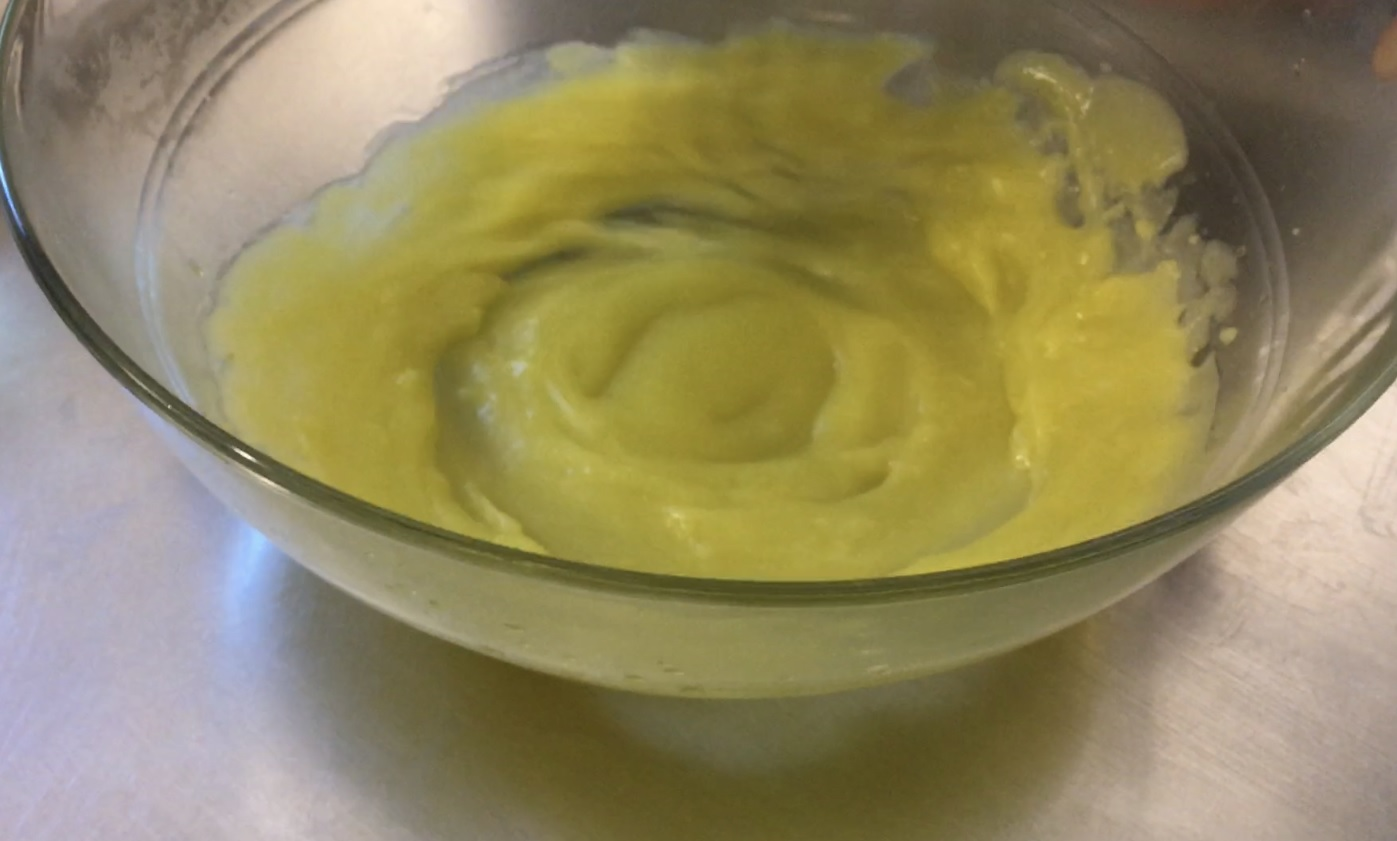
Texturització d'oli d'oliva.

El fenomen de gelificació d'aquest carragenat és degut a la formació de polímers d'estructura de doble hèlix. A temperatures de fusió del gel, els polímers es formen en espiral i, durant el refredament de la solució, s'agrupen en una xarxa tridimensional. Aquesta xarxa conté uns punts d'unió en les cadenes de polímer, on s'uneixen les gotes d'oli per crear el flam. Les propietats del flam depenen del nombre i posició dels grups d'èster sulfat d'aquest gelificant. És important que, per tal de no deformar l'estructura i un cop obtinguda la textura desitjada, no es mogui ni es facin canvis de recipient, ja que es trencaria la xarxa i l'elaboració perdria la consistència.
S'han trobat referències sobre l'ús d'altres texturitzants per obtenir aquesta elaboració. En comptes de carragenat iota es pot emprar una mescla de goma xantana i goma de garrofí. En aquest cas, s'obté un resultat similar al gel que es forma en utilitzar el carragenat iota amb unes proporcions de 100 g d'oli, 50 g d'aigua, 0,8 g de xantana i 0,8 g de garrofí. El procediment és diferent perquè la dissolució de les dues gomes es fa a l'oli, i l'aigua s'afegeix al final, a poc a poc. Finalment, s'emmotlla i es deixa refredar.

El flam d'oli és una manera de presentar la gelatina d'oli elaborada amb carragenat iota. 

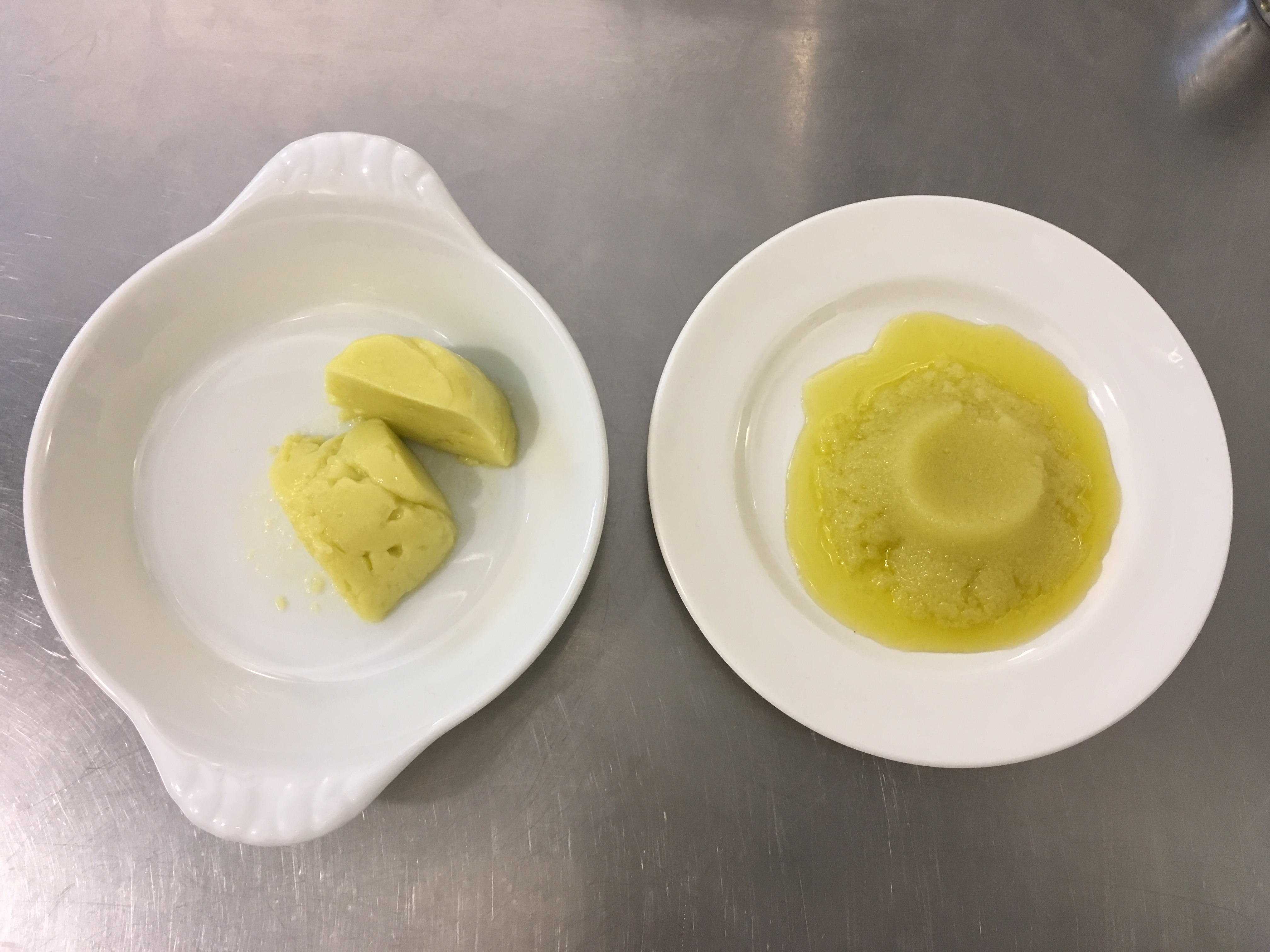
A l'esquerra, execució correcta. A la dreta, trencament de la xarxa tridimensional per canvi de recipient.

## Aplicacions culinàries
Les aplicacions culinàries podrien estar situades en el sector de la  restauració o en la indústria alimentària.
Donat que és una elaboració amb un sabor intens, cal entendre-la com una elaboració complementària que convé usar amb mesura en les composicions culinàries.
Es pot incorporar en elaboracions tant dolces com salades, a causa de la versatilitat i l'acceptació cultural del sabor de l'oli.
A partir d'aquesta recepta base, hi ha la possibilitat de substituir una part de l'aigua per un altre líquid o bé aromatitzar o infusionar l'oli.